# ビオゴン

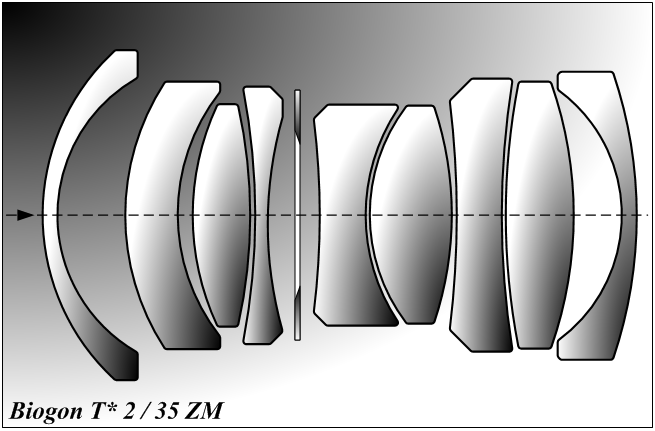
ビオゴンの構成（一例）

ビオゴン（Biogon ）はルートヴィッヒ・ベルテレの手になる広角レンズ、およびツァイスブランドにおいてその名を引き継いだ一連の対称型広角レンズである。名称はビオ（生命）とゴン（角度）が由来。
最初のビオゴンは1934年にゾナーの発展系として設計され、スペックは35mmF2.4ないし2.8であった。コンタックス用が発売され、当時この焦点距離では世界でもっとも明るいレンズであった。次に述べるビオゴン型の特徴がはっきりあらわれた構成ではない。
その後、一般にビオゴン型と言われる対称型の広角レンズの銘となった。航空用の「アヴィオゴン」を小型写真機用にアレンジしたものが最初で、周辺光量落ちを緩和する凹メニスカスを前後端に置いた「凹凸(絞り)凸凹」という構成である。樽型の歪曲収差の補正が難しい逆望遠型広角レンズと違い歪曲が発生しにくい構成だが、バックフォーカスが短く一眼レフカメラの跳ね上げミラーやデジタルカメラでもセンサー周辺の部材と干渉するために、それらには使えないことも多い。
ツァイスブランドのレンズには、名前が同じでもタイプが大きく違うものもあるが、ビオゴンにはそういったものはない。右図は日本（コシナ）製の「ビオゴンT*2.0/35 ZM」の構成である。

## 製品一覧

### ソニーEマウントビオゴン
- Loxia 2/35 （2014年発売）

### 大判用ビオゴン
- ビオゴン53mmF4.5 - 6×9cm判をカバーする。
- ビオゴン75mmF4.5

### 産業用ビオゴン
- S-ビオゴン40mmF5.6 - マイクロフィルム記録用縮小レンズ。周辺光量落ちを補正するグラデーションフィルターが付属する。調整可能な絞りはない。

### 関わった設計者
- ルートヴィッヒ・ベルテレ